# ニオブスズ

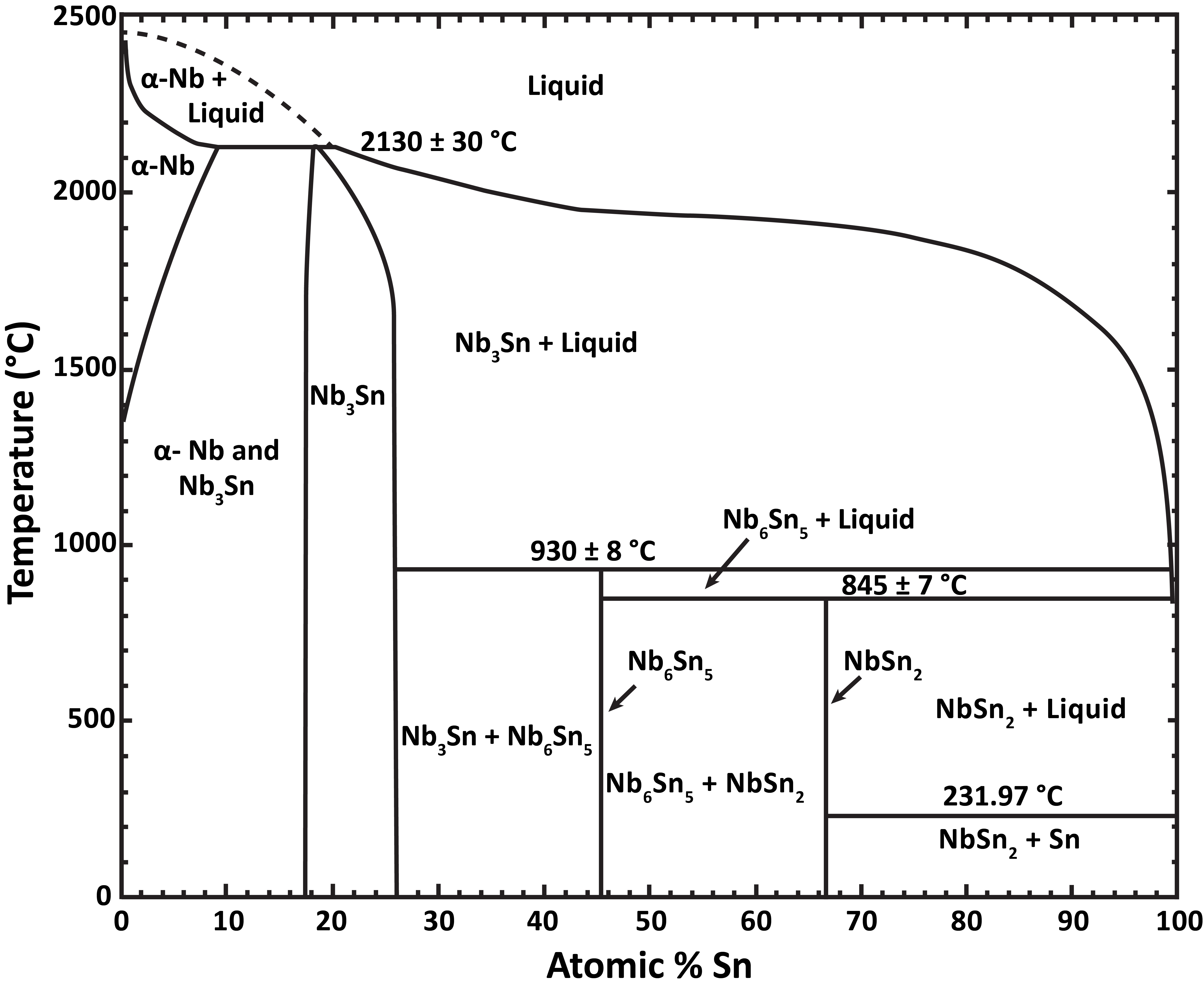
Nb-Snの相図

ニオブスズ (Niobium-Tin、Nb-Sn) はニオブ (Nb) とスズ  (Sn) の金属間化合物で、工業的には第二種超伝導体として超伝導線に使用されている。ニオブとスズはさまざまな割合で化合物を作るが、超伝導を示すのは Nb3Sn である。ニオブチタン合金 (NbTi) よりも高価で加工性も悪いが臨界磁場は30テスラと高く、約15テスラに留まるニオブチタン合金よりも強力な超伝導磁石を作ることができる。 
ニオブスズが超伝導を示すことは1954年に発見された。1961年に臨界電流密度と臨界磁場のいずれも極めて高いことが見出だされ、超伝導の大規模応用の道が拓かれた。 
転移温度は18.3ケルビンだが、通常は液体ヘリウムの沸点である4.2ケルビンで運用される。 
2008年4月には、動作温度4.2ケルビンで発生磁場12テスラのとき電流密度2,643アンペア毎平方ミリメートルを達成したとされる。 

## 実用

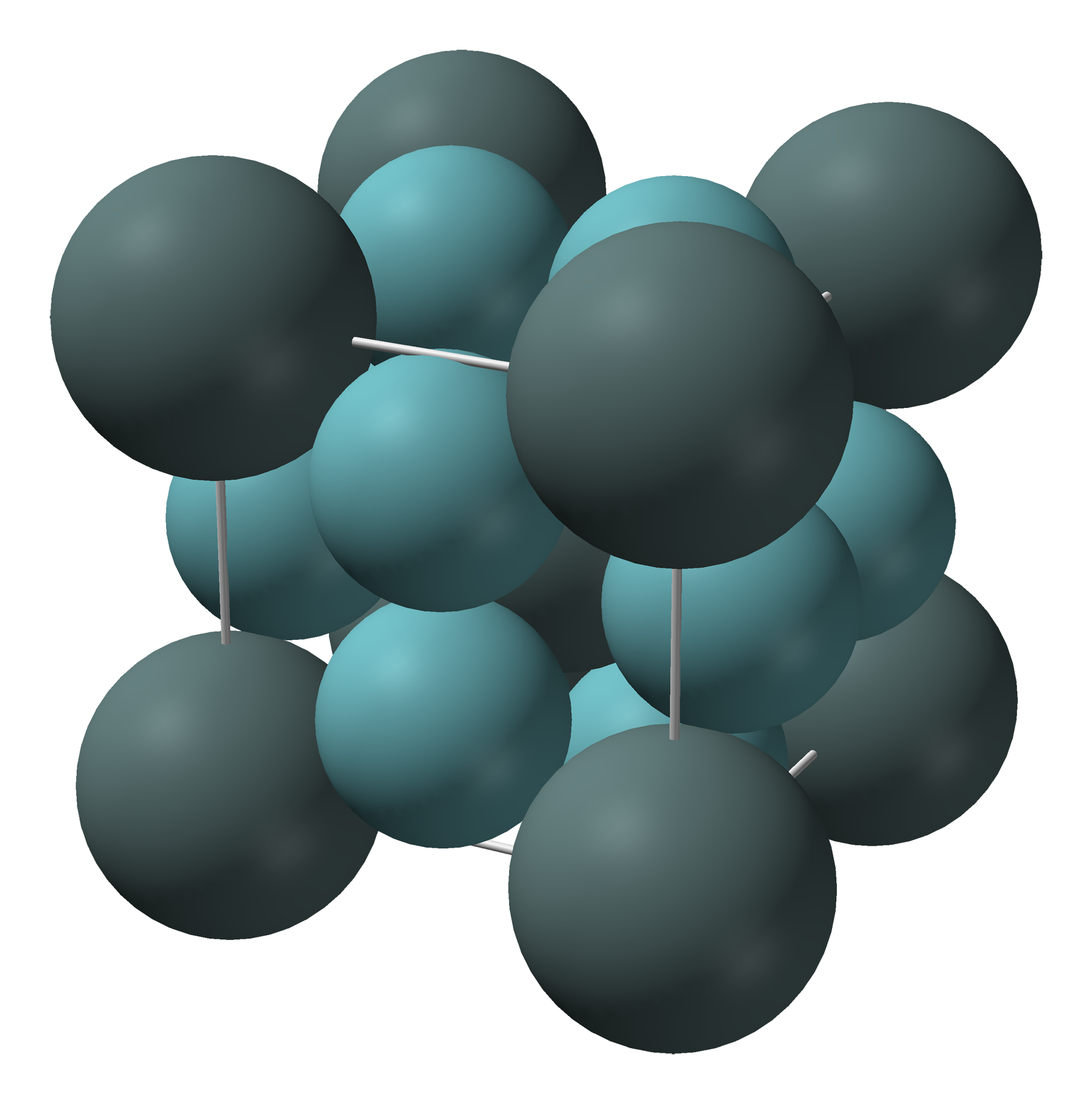
Nb_{3}Snの単位格子

ニオブスズは機械的には非常に脆く、電線として巻き取ることが難しい。これを克服してコイルを巻き、超電導磁石を作るため、まず延性のある前駆体を作り、コイルに巻いてから熱処理をしてニオブスズを生成する手法が採られる。ニオブとスズおよび銅を別々に合金にする方法と、 銅とスズの合金である青銅の母材にニオブを含ませる方法がある。どちらの方法でも、所定の径に延伸したあと、コイルまたは電線として巻き取られる。その後、熱処理を行ってニオブとスズを反応させてニオブスズを生成させる。この他、所望の形状に成形したチューブに粉体を充填して熱処理を行う方法も用いられる。一部には熱処理後に電線として巻き取ることができるものもある。 
近年の強力なNMR装置では、高磁場部分にニオブスズが用いられている。   

## 歴史
ニオブスズは、初のA3B型超伝導体であるバナジウムケイ素 (V3Si) 発見の翌年、1954年に超伝導体であることが発見された。1961年には大電流・強磁場の条件においても超伝導状態を維持することが見出だされ、強力な電磁石や電力設備を実現しうる実用材料として最初のものどなった。 

## 特筆される用途

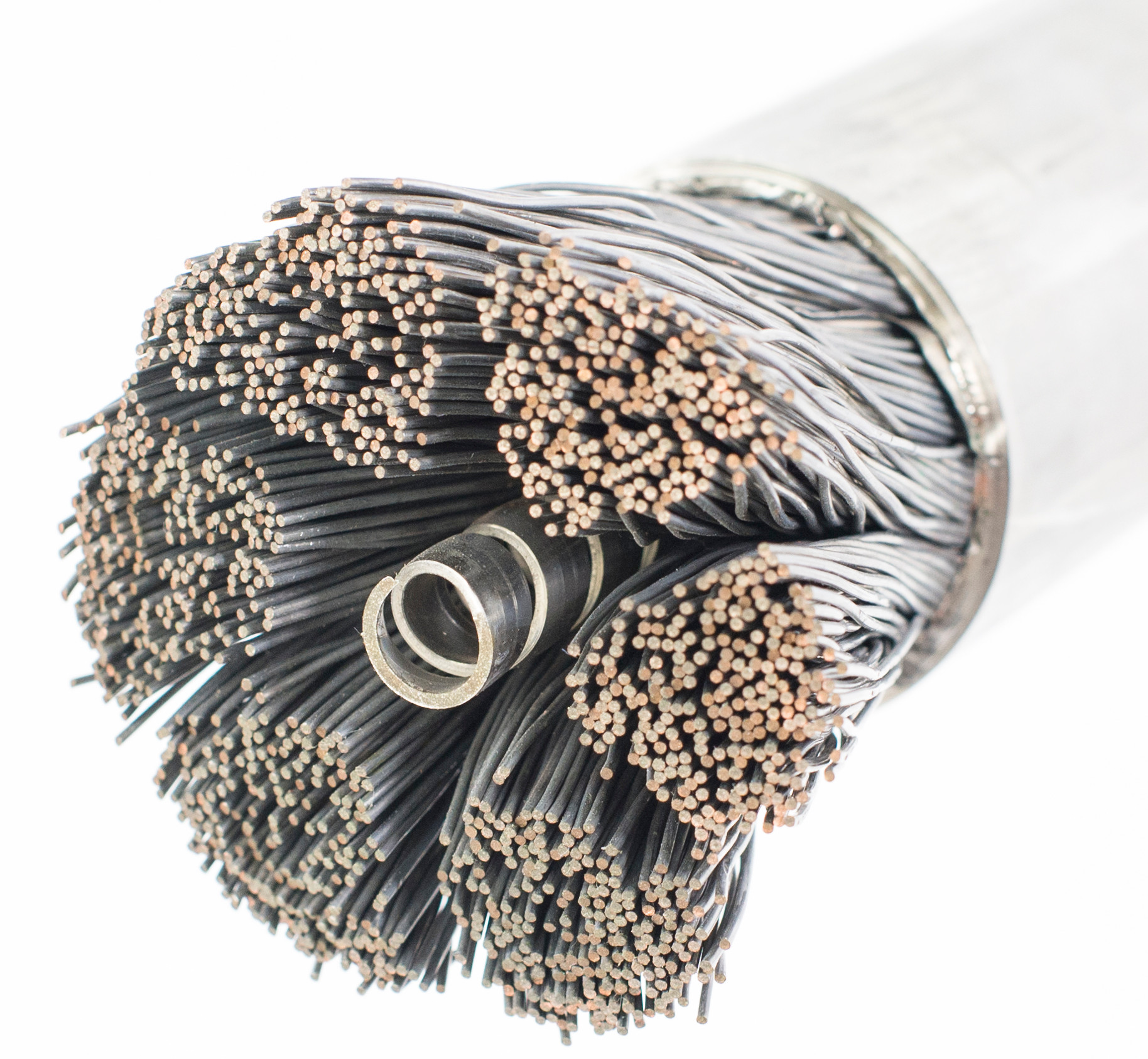
建設中のITER核融合炉で用いられているのNb_{3}Sn超伝導線。

国際協力で建設されている核融合実証炉ITERでは、中心ソレノイドとトロイダル磁場コイルにニオブスズ製超伝導磁石を用いている。中心ソレノイドは13.8テスラ、トロイダル磁場コイルは、最大11.8テスラの磁場を発生させる。使用される超伝導体の重量は、ニオブスズが600トン、ニオブチタン合金が250トンと見積もられている。 
CERNが運用する大型ハドロン衝突型加速器 (LHC) では、2018年後半から2020年初頭にかけて粒子線集束用のニオブスズ製四重極磁石が要所に設置されている。もともと1986年から、LHC では冷媒に超流動ヘリウムが必要になるニオブチタン合金の代わりにニオブスズを用いることが検討されていた。しかし、この案は当時計画されていた米国主導の超伝導超大型加速器との間で材料調達が競合し、計画が遅延することを避けるために、最終的には採用されなかった。 